# Zadalcera arhathodota
Zadalcera arhathodota är en fjärilsart som beskrevs av Dyar 1910. Zadalcera arhathodota ingår i släktet Zadalcera och familjen Dalceridae. Inga underarter finns listade i Catalogue of Life.